# 김춘길
김춘길(金春吉, 1940년 9월 18일 ~ 2024년 6월 22일)은 대한민국의 언론인이다. 본관은 김해(金海).

## 학력
- 금산농업고등학교 졸업
- 중앙대학교 법학과 졸업

## 병역
- 1966년 ~ 1967년 육군 하사

## 경력
- 1968년 중도일보 편집국 기자
- 1973년 중도일보 편집국 정치부 차장
- 1979년 충청일보 제2사회부 부장
- 1980년 충청일보 편집국 문화부 부장
- 1981년 충청일보 편집국 사회부 부장
- 1983년 충청일보 편집국 편집부 부장
- 1985년 충청일보 편집국 부국장
- 1989년 충청일보 논설위원실 논설위원
- 1989년 ~ 1992년 7월 중부매일 편집국 국장
- 1992년 ~ 1998년 중부매일 논설실 실장
- 1999년 ~ 2002년	한빛일보 주필
- 2003년 충북일보 이사 겸 주필

## 상훈
- 한국신문협회상
- 1993년 12월 9일 충북도문화상(언론.출판부문)

## 저서
- 시사칼럼집-개가 웃는 사회

## 가족 관계
- 배우자: 최정임
  - 딸: 김경미, 김상미
  - 아들: 김봉민